# Агнета Ерікссон
Агне́та Е́рікссон  (швед. Agneta Eriksson, 3 травня 1965) — шведська плавчиня, олімпійська медалістка.

## Виступи на Олімпіадах
| Олімпіада         | Дисципліна                            | Місце |
| ----------------- | ------------------------------------- | ----- |
| Москва 1980       | плавання на 100 метрів вільним стилем | 8     |
| Москва 1980       | естафета 4 × 100 вільним стилем       | 2     |
| Лос-Анджелес 1984 | плавання на 100 метрів вільним стилем | 15    |
| Лос-Анджелес 1984 | естафета 4 × 100 вільним стилем       | 7     |
| Лос-Анджелес 1984 | плавання на 100 метрів, батерфляй     | 12    |
| Лос-Анджелес 1984 | комплексна естафета 4 × 100           | 7T    |
| Сеул 1988         | естафета 4 × 100 вільним стилем       | 9     |
| Сеул 1988         | плавання на 100 метрів, батерфляй     | 22    |
| Сеул 1988         | комплексна естафета 4 × 100           | 11    |